# Eremurus kaufmannii
Eremurus kaufmannii är en grästrädsväxtart som beskrevs av Eduard August von Regel. Eremurus kaufmannii ingår i släktet Eremurus och familjen grästrädsväxter. Inga underarter finns listade i Catalogue of Life.